# 三大大会 (卓球)
卓球における三大大会とは、世界卓球選手権、オリンピック、 ワールドカップの3大会のことを指す。

## 称号
3大会のシングルス全てで優勝することをテニスなどと同様にグランドスラムと呼び、中国では麻雀用語から代用した大満貫と訳される。さらに、2回ずつ優勝することは双圏大満貫と呼ばれ、中国の馬龍と張怡寧が達成している。
男子
1. ヤン＝オベ・ワルドナー[1] (スウェーデン)
2. 孔令輝[1] (中国)
3. 劉国梁[1] (中国)
4. 張継科[1] (中国)
5. 馬龍[3] (中国)
6. 樊振東[4] (中国)

女子
1. 鄧亜萍[1] (中国)
2. 王楠[1] (中国)
3. 張怡寧[1] (中国)
4. 李暁霞[5] (中国)
5. 丁寧[6] (中国)